# 황정수
황정수(黃正秀, 1954년 10월 9일 ~ )은 대한민국의 정치인이다. 제44대 전라북도 무주군수이다.

## 학력
- 1961 ~ 1967 용포초등학교 졸업
- 1967 ~ 1970 무주중학교 졸업
- 1992 ~ 1995 전주고부설방송통신고등학교 졸업
- 2003 ~ 2007 한국방송통신대학교 행정학과 학사
- 2010 ~ 2014 중부대학교 중국통상학과 학사

## 경력
- 1984.03 ~ 1986.06 무주군 4-H연합회 국장, 부회장
- 1990.01 ~ 1990.11 무주군지역개발협의회 국장
- 1991.12 ~ 2009.12 무주군장학재단 사무국장
- 2006.01 ~ 2012.02 한국농촌지도자 전라북도연합회 회장
- 2006.07 ~ 2010.03 제8대 전라북도의회 의원(무주군 제1선거구)
  - 제8대 전라북도의회 문화관광건설위원회 위원
  - 제8대 전라북도의회 산업경제위원회 위원
- 2007.07 ~ 2009.06 한국농촌지도자 중앙연합회 부회장
- 2014.07 ~ 2018.06 제46대 민선 6기 전라북도 무주군수(초선, 더불어민주당)

## 역대 선거 결과
|  | 19.91% |

|  | 34.79% |

|  | 38.82% |